# FDF-kredse
FDF er inddelt i en mængde kredse.
I denne artikel samles de FDF-kredse, som ikke p.t. har stof til en hel artikel.

## FDF Landsdel 1

### FDF Aaby-Vedsted
FDF Aaby-Vedsted er en del af Frivilligt Drenge- Og Pige-Forbund, FDF.
Kredsens størrelse er ca. 25 medlemmer.
Kredsen holder til på Tårngaardsvej 16 i Aabybro.
Kredsten ejer desuden Ryaa kanoplads over for Aabybro mejeri.

### FDF Aalborg 9 Vejgaard
FDF Aalborg 9 Vejgaard er en del af Frivilligt Drenge- Og Pige-Forbund, FDF.
Kredsens størrelse er ca. 100 medlemmer.
FDF Aalborg 9 Vejgaard er i sommeren 2018 flyttet ind i nye lokaler i "Omnihuset", Filstedvej 10b, 9000 Aalborg i Vejgaard i Aalborg.

### FDF Aalborg 12
FDF Aalborg 12 er en del af Frivilligt Drenge- Og Pige-Forbund, FDF.
Kredsens størrelse er ca. 100 medlemmer.
Kredsen holder til på Mylius Erichens Vej 165 i Grønlandskvarteret i Aalborg.
Kredsen holder Skt. hans hvert år, hvor der er tombola, boder, et stort bål og andre ting. 

### FDF Frederikshavn 1
FDF Frederikshavn 1 er en del af Frivilligt Drenge- Og Pige-Forbund, FDF.
Kredsens størrelse er ca. 100 medlemmer.
Kredsen holder til på Bornholmsalle 2 i Frederikshavn.
Kredsen ejer Drengeborg ved Ålbæk.
Kredsen holder Høstmarkede hvert år, hvor der er loppemarked, tombola, bolsjer, 50-øresmarked, dyr og meget mere.

### FDF Frederikshavn 2
FDF Frederikshavn 2 er en del af Frivilligt Drenge- Og Pige-Forbund, FDF.
Blev stiftet i 1953.
Kredsens størrelse er ca. 100 medlemmer.
Kredsen holder til i Ungdomsborgen på Møllehusallé 59 Frederikshavn.
Kredsen ejer Uglereden på Vrangbækvej.
Kredsen holder hver sommer sommerfest, og til jul bliver der solgt juletræer.

### FDF Sønderholm/Frejlev
FDF Sønderholm/Frejlev er en del af Frivilligt Drenge- Og Pige-Forbund, FDF.
Kredsens størrelse er ca. 50 medlemmer.
Kredsen holder til i deres kredshus i Frejlev om vinteren, mens i de er i deres skovområde i Ryhøj i sommerhalvåret.
Kredsen ejer hytten Hedehytten.

### FDF Visse
FDF Visse er en del af Frivilligt Drenge- Og Pige-Forbund, FDF. Kredsen blev stiftet i 1974, og har en størrelse på ca. 50 medlemmer. Kredsen holder til på Visseladegaard - Vissevej 116, 9210 Aalborg SØ i Aalborg forstaden Visse ca. 8 km udenfor Aalborg centrum.

### FDF Kærby
FDF Kærby er en del af Frivilligt Drenge- Og Pige-Forbund, FDF. Kredsen blev stiftet i 1996, og har en størrelse på ca. 100 medlemmer. Kredsen holder til på Padevænget 4 i Kærby i Aalborg.

## FDF Landsdel 2

### FDF Finderuphøj
FDF Finderuphøj er en del af Frivilligt Drenge- Og Pige-Forbund, FDF.
FDF Finderuphøj kreds hus ligger i Viborg på Møgelparken 22

### FDF Øster Hornum
FDF Øster Hornum er en del af Frivilligt Drenge- Og Pige-Forbund, FDF.
Kredsen har deres kredshus på Nibevej 151B i Øster Hornum ved Støvring

## FDF Landsdel 4

### FDF Hjortshøj
FDF Hjortshøj er en del af Frivilligt Drenge- Og Pige-Forbund, FDF.
FDF Hjortshøj er stiftet i 1964, og kredsens størrelse er på cirka 200 medlemmer.
FDF Hjortshøj har et kredshus på Virupvej 15, 8530 Hjortshøj
FDF Hjortshøj blev oprettet d. 12 maj 1965. Et år senere blev FPF Hjortshøj/Egå oprettet, og i 1975 delte man Hjortshøj- og Egåkredsene op efter FDF og FPF's sammenlægning. Kredsen havde på dette tidspunkt endnu ikke noget hus men overvejer blandt andet det område nord for Virupskolen i Hjortshøj, hvor der i dag er boldbaner. I 1985 fik kredsen tilbud om at få en gammel vandrekirke fra Helligånds sogn i Aarhus, og en gammel gård skulle rives ned på Virupvej 15. Kredsen slog til og købte og fik dermed grunden og kirken. Den stod færdig d. 2. maj 1987 og har siden fungeret som kredshus for kredsen, der på grund af sin position i bylivet i Hjortshøj, tæller ca. 200 medlemmer inkl. ledere.

### FDF Brabrand
FDF Brabrand er en del af Frivilligt Drenge- Og Pige-Forbund, FDF.
FDF Brabrand er stiftet i 1943. Kredsens størrelse er ca. 50 medlemmer.
Kredsen holder til på Rønnebo på Nordentoftsvej i Brabrand ved Århus.
Kredsen ejer Mølkærlejren ved Hammel.

### FDF Aarhus 2
FDF Aarhus 2 er en del af Frivilligt Drenge- Og Pige-Forbund, FDF.
FDF Aarhus 2. Kreds er en kreds med ca. 60 medlemmer, hvoraf ca. 20 er voksne ledere. Kredsen har eksisteret siden 22. januar 1908 og tilhører Sankt Pauls Sogn. Den har lokaler i det indre Aarhus, på adressen Ole Rømersgade 67 i kredshuset "Rømerbo".
Kredsen har en grund ved Hyllested på Djursland.

### FDF Torsted
FDF Torsted er en del af Frivilligt Drenge- Og Pige-Forbund, FDF.
FDF Torsted er stiftet i 1969. Kredsens størrelse er ca. 45 medlemmer.
Kredsen holder til i kredshuset "Kælderen" på Torstedskolen i [Horsens].
Kredsen er medejer af hytten Kollen syd for Horsens.

### FDF Gadbjerg
FDF Gadbjerg er en del af Frivilligt Drenge- og Pige-forbund, FDF
FDF Gadbjerg er stiftet i 1977. Kredsens størrelse er ca. 80 medlemmer.
Kredsen holder til i Kernen på Langgade for enden af fodboldbanen i Gadbjerg.
FDF Gadbjerg er en del af Hærvejens netværk

## FDF Landsdel 5

### FDF Billund
FDF Billund er en kreds i Landsforbundet Frivilligt Drenge- og Pige-forbund, FDF og deltager i Holme Å Netværk med FDF Ansager, FDF St-Krogager, FDF Hovborg, FDF Agerbæk og FDF Næsbjerg Øse.

#### Historie
FDF Billund blev stiftet i 1992 af Jan og Pia Friis, med støtte fra Ole Kirk's Fond.
Kredsens størrelse er i dag ca. 80 medlemmer.
Kredsen holder til i Kærhuset på Kærhusvej 4 i Billund sammen med bl.a. KFUM Spejderne og andre kristelige foreninger.
Kærhuset blev bygget med hjælp fra Ole Kirk's Fond og blev indviet den 11. september 1982 og bestyres af Y-Mens Club.
Kredsen har møde hver tirsdag fra kl. 17 til 20, afhængig af klasse.

### FDF Varde
FDF Varde blev grundlagt den 3. juni 1908 af boghandler O. Lohse.
FDF Varde fejrede Søndag den 8. juni 1958 sit 50 års jubilæum, med en parade på torvet i Varde hvor Holger Tornøe, medstifter af FDF deltog.
Kredsen kunne derfor fejre sit 100 års jubilæum den 3. juni 2008.
FDF Varde og FDF Esbjerg 1. Sædding står for Vardeborg ved Vejers Strand.
FDF Varde hørte i 1950erne til på Vandrerhjemmet Pramstedvej 10 i Varde. Senere har de fået deres eget sted Vrimlehuset Skadehøjsvej 2A i Varde.

## FDF Landsdel 6
FDF Fredericia 2 Christians sogn

### FDF Kolding 2. kreds
FDF Kolding 2. kreds er en afdeling af Frivilligt Drenge- og Pige-Forbund i Kolding tilhørende Simon Peters sogn. Kredsen blev stiftet i 1962 og er i 2018 den eneste FDF kreds i Kolding. Andre kredse i Kolding har været: FDF Kolding (1907-1927) samt FDF Kolding 1. kreds (1942-2003). I 2017 blev kredshuset renoveret og er her de ugentlige møder afholdes. Udover de ugentlige møder så sælger kredsen hvert år juletræer ved kredshuset.
Til landsmødet 2018 var Kolding 2. kreds med til at stille forslag om en opdatering af FDF's visuelle identitet, blandt dette var også et forslag om nyt FDF-skjold. Forslaget blev vedtaget ved landsmødet.
Kredsen blev efter mangel på ledere lukket i 2020.

### FDF Odense 4 – Blangstedgård
FDF Odense 4. Kreds – Blangstedgård er en del af Frivilligt Drenge- Og Pige-Forbund, FDF.
Kredsen holder til i kredshuset på Åvangsvej ved Blangstedgård i Odense. Udover de ugentlige møde afholdes der hvert år fire weekendture samt en sommerlejr. Derudover afholdes der forældrearrangementer, hvor forældre til kredsens medlemmer også indbydes.

#### Hedebakken
Hedebakken er kredsens hytte som ligger i en gammel grusgrav ved Fangel.

### FDF Odense 5. Kreds
FDF Odense 5. kreds blev oprettet i 1936 i Korsløkke Sogn, og nu er kredshuset beliggende på Øksnebjergvej 15B, 5230 Odense M.

#### Junglehytten
FDF Odense 5. kreds ejer Junglehytten i Årslev. Hytten er velegnet til lejrskoler og lign.

### FDF Vejle 1
FDF Vejle 1 er den største af de 5 FDF kredse der findes i Vejle. Kredsen blev stiftet i 1907 af landinspektør Anton Marius Sophus Jensen.
FDF Vejle 1. kreds har i øjeblikket ca. 230 medlemmer
FDF Vejle 1. kreds har tilknytning til både Vinding og Mølholm sogne.

## FDF Landsdel 7

### FDF Korsør
FDF Korsør deltager i Sydvestsjælland Distrikt med FDF Dalmose, FDF Ørslev-Vordingborg, FDF Haslev, FDF Fensmark, FDF Næstved, FDF Slagelse, FDF Ringsted og FDF Benløse.
FDF Korsør er stiftet 8. marts 1948 af John Frich, Peter Ejlertsen og Svend Kemner. Første drengemøde holdtes 24. maj og 17. december kom Landsforbundets godkendelse af kredsen.
FDF Korsørs medlemstal har siden 2000 været stabilt på ca. 40 medlemmer. I 2019 er vi ca 30 medlemmer.
FDF Korsør er i dag en friluftskreds, og alle møder holdes udendørs året rundt.
Skovhytten, Skovåsen 230, 4220 Korsør er kredsens mødested og bruges også til lejre og udlejning.
Den er bygget i 1954 på en grund stillet til rådighed af Korsør Kommune.
Du kan finde flere oplysninger på kredsens hjemmeside. www.FDF.dk/korsoer

### FDF Mosede
FDF Mosede er en kreds i Landsforbundet Frivilligt Drenge- og Pige-Forbund, FDF.
FDF Mosede er stiftet 9. september 1978, og ligger i Greve hvor kredshuset "Splinten" benyttes.
Medlemstallet i kredsen ligger stabilt omkring de 150.

### FDF Ringsted
FDF Ringsted er en kreds i Landsforbundet Frivilligt Drenge- og Pige-Forbund, FDF.
FDF Ringsted er stiftet 20. april 1920, og er en kreds i byen
Ringsted på Midtsjælland. Det første kredshus lå på dyreskuepladsen –
nu ligger det på Havemøllevej,
Medlemstallet er i 2011 omkring 87

## FDF Landsdel 8

### FDF Allerød
FDF Allerød er en FDFafdeling med ca. 80 medlemmer drenge og piger, opdelt i aldersgrupper, der samles til regelmæssige møder, ture, udflugter samt week-end og sommerlejre. FDF’s formål er at møde børn og unge med evangeliet om Jesus Kristus. Derfor indgår den kristne forkyndelse som en naturlig del af kredsens program. FDF forsøger at skabe et miljø blandt børn unge og voksne, hvor fællesskab og tryghed er rammen om en række forskellige aktiviteter ude og inde

#### Sønderskov
Sønderskov er FDF Allerøds hytte, der udlejes til børnehaver, skoler, fritidshjem og andre FDF kredse samt uniformerede korps, i de perioder vi ikke selv benytter hytten.

### FDF Buddinge
FDF Buddinge er stiftet 27. oktober 1992.
FDF Buddinge er en del af FDF Gladsaxe netværk, som er et samarbejde mellem 4 FDF-kredse i Gladsaxe kommune. Kreden er hjemmehørende i Buddinge Kirke, hvor også Gladsaxe FDF orkester er hjemmehørende. Kredsen blev etableret i 1992 af en ledergruppe med rødder i FDF i Mørkhøj.Kredsen har markeret sig som et stærkt idebetonet ungdomsarbejde med plads til kreativitet, musik og masser af fantasi.
Kredsledere: Niels Benn Sørensen R. 27.oktober 1992 – 1995 (Gladsaxe Kommunes ungdomslederpris 1995) Rita Ramsdal Irgens 1995 - 2005 (Gladsaxe Kommunes ungdomslederpris 2002) Randi Mørck 2005 - (Gladsaxe Kommunes ungdomslederpris 2019)
Dirigenten for FDF Gladsaxe Brass Band Carl Viggo Jespersen fik velfortjent Gladsaxe Kommunes Ungdomslederpris i 2012. Carl Viggo Jespersen har været en væsentlig drivkraft i orkestret siden starten i 1968.
Kredsen har weekendhytten Egemosen ved Tikøb.

### FDF K 5 Østerbro
K5 Østerbro er en FDF kreds som er hjemmehørende i Taksigelseskirken på Østerbro.
Kredsen har egen hytte ved navn Brinken, som ligger nord for Allerød.
Læs mere på kredsens hjemmeside – http://www.fdfk5.dk/ Arkiveret 10. juni 2009 hos  Wayback Machine.

### FDF K 7 Frihavn
K7 Frihavn er en FDF kreds, som er hjemmehørende i Frihavnskirken.
Kredsen har en hytte i egebjerg ved Ballerup ved navn Tranehuset.

### FDF K 8
FDF K 8 er en af Danmarks ældste FDF-kredse. Siden starten den 18. februar 1905 har K 8 været en del af børne- og ungdomsarbejdet i Sions Sogn i København. I starten hed kredsen Ø. 4 som stod for Østerbros 4. kreds, men fik senere navnet K. 8 for Københavns 8. kreds. Fra starten i 1905 og 26 år frem var Jac. Fensbøll kredsfører.

K 8 i dag kan ses på kredsens hjemmeside – http://www.fdfk8.dk/ Arkiveret 9. oktober 2007 hos  Wayback Machine.

### FDF K 9 Nørrebro
FDF K 9 Nørrebro er en FDF kreds som hører til i Anna Kirke på Nørrebro.

### FDF K 26 Husum
FDF K26 Husum er en FDF-kreds under Landsforbundet Frivilligt Drenge- og Pigeforbund (FDF) og er hjemmehørende i Husum Kirke midt i Husum (i udkanten af København).

#### Historie
Kredsen blev stiftet 9. september 1934 af H. P. Baltzer, der ledede kredsen til langt op i 1950'erne.

#### Organisering
Lederne i FDF er frivillige og ulønnede, og de indgår i et større samarbejde med den lokale folkekirke.
Kredsens medlemmer er organiseret i flere delinger i forskellige aldersklasser, fra 6 til 18 år.
Medlemstallet i FDF K26 Husum har i den sidste halve snes år svinget mellem 80 og 140 medlemmer.

#### OZ9FDF – De Radioaktive
I 2003 oprettedes en deling for unge i alderen 12 år og op med amatørradio som arbejdsfelt. FDF har generelt i alle år haft særlige aktiviteter som enten grundlag for arbejde i kreds, eller som egentligt tema for kredsen (musikkredse, sejladskredse).
Hvor spejderkorpsene (DDS, KFUM-spejderne) har brugt amatørradio i sit arbejde i mange år, er det i FDF-sammenhæng en stort set ukendt foreteelse. Navnet OZ9FDF er samtidigt det officielle kaldesignal for FDF K26 Husum.

#### Venneforeningen
I tilknytning til kredsen er FDF K26's Venner, – i daglig tale Venneforeningen – der fungerer som økonomisk støtte for foreningsarbejdet, såvel som en art alumne-forening for gamle medlemmer.

#### Hytten Egholm
FDF K26 Husum ejer sin egen hytte, Egholm, beliggende i Egebjerg ved Ballerup

### FDF Hillerød
FDF Hillerød er en af de ældste eksisterende FDF-kredse. Kredsen blev grundlagt i 1917 og har gennemlevet tider med næsten 200 medlemmer og tider med næsten ingen medlemmer og næsten fallit.
Under mottoet "FDF Hillerød – et rart sted at være" har kredsen i det nye årtusind satset på at blive en kreds, der viser en moderne tolkning af de gamle FDF-/spejderidealer, der passer til en moderne tid, med mange forskellige tilbud til børn og unge.

### FDF Måløv
FDF Måløv er en FDF-lokalforening, som blev stiftet den 27. oktober 2002

#### Historie
FDF Måløv er startet som en forsøgskreds, som mener at adskille sig fra FDFs normale lokalkredse på en række områder. Fx lader kredsen de unge vælge sig ind i patruljer der matcher deres eget ønske i stedet for at inddele dem efter alder.

### FDF Virum
FDF Virum blev stiftet i 1943 og har i øjeblikket lidt over 100 medlemmer. Kredsen er tilknyttet Virum Sogn.

### FDF Københavns Søkreds -Skibladner II
I FDF Københavns Søkreds handler det om godt sømandskab, og livet på det åbne hav. Vores omdrejningspunkt er træskibet Skibladner II, som kredsen har drevet siden 1962, der med sine over 110 år er en del af vores fælles danske kulturarv. Kredsen kan findes på Asiatisk Plads på Christianshavn.
Hvor andre FDF kredse har en hytte eller lejrplads, er det i søkredsen skibet, der er omdrejningspunktet for vores aktiviteter. Vores hovedformål er at komme ud og sejle opleve livet på det åbne hav, mærke suset i maven, når sejlene skal sættes og at få et godt kammeratskab.
Derudover beskæftiger vi os med alle de aktiviteter en sømand/kvinde skal kunne for at sejle et skib. Bl.a. navigation, tovværksarbejde, madlavning, vedligeholdelse af skibet, førstehjælp samt sang og musik. Alt sammen foregår ombord på Skibladner II, hvor man på meget lidt plads skal få en hverdag og et fællesskab til at fungere, uden tvivl en oplevelse værd at prøve.
Læs mere på kredsens hjemmeside – http://www.skibladner.dk/ Arkiveret 23. november 2016 hos  Wayback Machine.